# Каршниці (Ленчицький повіт)
Каршниці (пол. Karsznice) — село в Польщі, у гміні Ґура-Свентей-Малґожати Ленчицького повіту Лодзинського воєводства.
Населення — 288 осіб (2011).
У 1975-1998 роках село належало до Плоцького воєводства.

## Демографія
Демографічна структура станом на 31 березня 2011 року:
|          | Загалом | Допрацездатний вік | Працездатний вік | Постпрацездатний вік |
| -------- | ------- | ------------------ | ---------------- | -------------------- |
| Чоловіки | 159     | 22                 | 112              | 25                   |
| Жінки    | 129     | 19                 | 59               | 51                   |
| Разом    | 288     | 41                 | 171              | 76                   |